# Formostenus kambaitiensis
Formostenus kambaitiensis là một loài tò vò trong họ Ichneumonidae.